# たかまつなな
たかまつ なな（1993年〈平成5年〉7月5日 - ）は、日本のお笑いタレント。株式会社笑下村塾 創業者・取締役・元代表取締役社長。お笑いジャーナリスト、YouTuber、番組プロデューサー、コンサルタントとしても活動。2018年4月からは日本放送協会（NHK）局員（ディレクター職）（2020年7月末退職）。本名、高松 奈々（読み同じ）。
神奈川県横浜市出身。かつてサンミュージックプロダクションに所属していたが、2015年8月9日からフリー。2019年3月29日より漫才協会に加入。

## 来歴・人物
横浜市立浜小学校、フェリス女学院中学校・高等学校を経て、慶應義塾大学総合政策学部を卒業。
2018年に東京大学大学院情報学環教育部修了。同年3月、慶應義塾大学大学院政策・メディア研究科修士課程修了。
幼稚園の頃から習い事が多く、休みは週1回だった。8歳の時に父親の仕事の都合により、大阪府八尾市から横浜市へ移る。小学生時代、広島で原爆ドームを見学したのがきっかけで平和に関心を持ち、10歳の時に野口健主宰の「野口健環境学校」に参加し、富士山での不法投棄の現場を目にして環境にも関心を持つ。中学1年生の時に読売新聞子供記者団に入り、子供記者として6年間活動する。また、2011年から第14代高校生平和大使として国連大使も務めた（ジュネーブ軍縮会議出席など活動）。
スポーツは、陸上競技、サッカーが特技で、学年内で一番の俊足と言われ、陸上では第21回全国小学生陸上競技交流大会の女子800mの部で8位に入り、サッカーでは小学4年生から横浜F・マリノスのジュニアユースチームでプレーしたこともある。子供の頃はサッカー選手になりたいと思っていたこともあった。趣味は登山で、中学生時代にはハイキング部に所属、部長も務めた。2013年4月29日には筑波山の山頂でライブも行った。今でもストレス発散や、落ち込んだ時にはよく登山に行くという。
中学・高校時代の恩師に言われた「やりたいことは全部、全力でやりなさい」という言葉を一番意識しているとのことで、勉強と芸人活動に全力を傾けているために遊んだり、恋愛したりせず、食事の時間も惜しいと言う。恋愛はしていない一方で、恋愛心理学を勉強している。

### NHK
2017年11月21日、NHKから翌2018年4月入局の内定（ディレクター職）を受けたことを明らかにした。同年同月、NHKにディレクター職で入局。NHKでは兼業が認められていないため、自身が経営する笑下村塾の存続調整が付き、NHKに入局して正式に辞令が出た以降は、お笑い芸人の活動はボランティアとして続けていくとしている。2020年7月末をもって退職。

### 芸人活動
お笑いの活動は中学生時代から始める。お笑いを意識したきっかけは、中沢新一と太田光（爆笑問題）の共著『憲法九条を世界遺産に』（集英社新書）を読んだことで、当時は「バラエティ番組は一切見ない」という家柄もあって太田のことは知らず、後に太田がお笑いをやっていることを知ってたかまつ自身の目標になったという。中学3年生の時に新宿区と吉本興業主催のお笑い大会『ちびっこ漫才グランプリ』でトリオで出場、決勝進出。同年、学内でお笑いカルテット『ぱんなこった』結成。2011年、高校3年生の時にハイスクールマンザイ2011でコンビ『崖っぷちのエイリアン』で準決勝進出。同年『笑顔甲子園』にはコンビ『ぱいんぶりっじ』で出場し決勝進出、審査員特別賞を受賞。『ハイスクールマンザイ』で優勝するために、漫才2年目の時には15回ほど相方を替えたという（これを含めて、これまでに30回ほど相方を交替）。『漫才台本甲子園』では2009年、2010年と2年連続で佳作を受賞。
将来はお笑い芸人になると決めて高校2年生頃までは大学進学を考えてはいなかったが、社会・科学・文化などの諸問題・話題などの物事を広く見たいと思い、大学進学を決めたという。大学入試はAO入試一本に絞り、合格した慶應義塾大学、筑波大学、中央大学などでセンターマイクを持ち歩いてお笑いのネタを披露し、慶大の入試の面接で今の芸風でもあるフリップ芸を初めて披露した。そのため、現在はAO入試、推薦入試、2020年大学入試改革に関する講演会に多数出演しており、NHKEテレ『テストの花道』では講師役を務めた。
お笑い以外では、2010年と2011年に『高校生の主張コンクール』で2年連続で決勝進出、2回ともに優秀賞を受賞（2010年・安達峰一郎賞、2011年・国連広報センター賞）。2011年には『第13回後藤新平・新渡戸稲造記念 拓殖大学 高校生・留学生作文コンクール』で最優秀賞（後藤新平賞）を受賞。この賞で受け取った賞金20万円はワタナベコメディスクールの入学金・授業料に充てた。なお、芸人を始めてから大学の学費以外の資金援助が一切なくなり、アルバイトも禁止されていたため、公募ガイドを読んでは作文コンテストに応募し、多くのコンテストで受賞、賞金獲得していた。
『明治大学お笑いサークル木曜会Z』8期生出身。なお、かつて同じサンミュージックに所属していた武家の女、ケイダッシュステージ所属のサツマカワRPG、 YouTuber「おるたなChannel」、漫画家アーノルズはせがわとはこの同じサークルで過ごした同志である。
2011年10月にワタナベコメディスクールに15期生として、特待生で入学（2012年9月卒業）。しかし、ワタナベエンターテインメント所属はならず、卒業後はしばらくフリーで活動する。2012年夏頃から久保田星希（現・あはは）との男女コンビ『日本の頭脳』として活動していたこともあったが、日本の頭脳は2012年12月31日で解散。以後はピンで活動する。サンミュージックには2013年4月に所属する。
2013年、R-1ぐらんぷり2013で、フリー（当時）としては唯一の準決勝進出。同年、日本テレビの『日本一テレビ・ワラチャン! U-20お笑い日本一決定戦』で決勝進出、優勝。同年、第9回『出版甲子園』で「学生芸人!たかまつななのダメ出し紀行!」という企画をプレゼンテーションし、準グランプリを受賞。
2014年7月7日からは、『高松豪とたかまつななのオールナイトニッポン0(ZERO)』のパーソナリティを担当していた。
2015年、第36回ABCお笑いグランプリ決勝進出（同年1月18日決勝戦）。結果は8位。また、2014年 - 2016年の間には、ORF（Open Research Forum、慶應義塾大学湘南藤沢キャンパスが毎年行うフォーラム）第8回・SFC学生の研究・活動発信優秀賞受賞（2014年）、第1回 政治美人コンテスト グランプリ（2015年）、「次世代の読書芸人」（読売新聞主催）優勝（2016年）の各賞を受賞。
単独ライブ『花より団子より世間体』が開催された2015年8月8日を以って、サンミュージック所属を離れる。新しい夢に向かうためということで、サンミュージック社長も温かく見送るという円満退社だった。活動は引き続きフリーで行っている。
M-1グランプリでは、2015年はゆーびーむ☆とのコンビ「たかまつびーむ☆」（1回戦敗退）。2016年は一緒にユニットライブをやっている中村涼子、紺野ぶるまとのトリオ「たかぶるりょうこ」で出場した（2回戦まで進出）。
NHK入局に伴い、2018年3月9日・10日に開催した単独ライブをもってプロのお笑い芸人を卒業。その後も芸人活動は続行し、ライブ出演、講演会などを実施している。NHKではディレクターとして、『NHKニュース おはよう日本』を担当している。
2019年3月29日より漫才協会に加入した。

### お笑いジャーナリスト活動
小学生の時に目撃した富士山の不法投棄の現状がきっかけで、現場に向き合うお笑いジャーナリストとしても活動。
テレビのコメンテーターや連載、ライブ、YouTubeでお笑いを通して、分かりやすく発信。またライブのゲストに菅直人元首相を呼び、若者の選挙について討論したり、シンポジウムの司会やパネリストも行っている。
2014年「一新塾」にて35期生として学び、2015年11月に修了。
2015年1月、JICA「なんとかしなきゃ! プロジェクト」に著名人メンバーとして就任。カメルーン・マダガスカルなど日本の国際協力を視察。
2015年11月、厚生労働省委託事業「もっと身近に!」緩和ケア普及啓発キャンペーンにおいてメッセンジャーとして就任。
2017年、小池百合子主催の「希望の塾」に一期生として入塾。お笑いジャーナリストとして、希望の塾について潜入取材する事が目的。

### 起業家活動
2016年4月、自らが代表取締役となる会社「株式会社 笑下村塾」（しょうかそんじゅく）を設立、社長を務める。１８歳選挙権導入をきっかけに、若者と政治を繋ぐべく『笑って学べる出張授業』のコンテンツを開発。「笑って学べる国際協力」「人を惹き付けるプレゼンテーション研修」「AO入試・推薦入試の極意」「教師のための主権者教育」などを授業テーマに全国の学校で出張授業を実施。『笑って学べる出張授業』の活動は、東京都初の民間人校長藤原和博やタレントの伊集院光に相談して作成している。
2016年4月に自身の会社「株式会社笑下村塾」設立した後は、起業家としても評価され、2017年第3回女性起業チャレンジ制度特別賞等を受賞。
NPOや社団法人ではなく株式会社としたのは主権者教育の分野で競合他社が出て来た場合に切磋琢磨するためだという。しかし一人で全部やり過ぎて人には任せられないという問題を自ら抱え、このままでは笑下村塾の理念が実現出来ず、自分の個人事務所の域を脱せないといった危機感を持っていた所に、周囲の人々から、逆に笑下村塾を大きく出来るチャンスとNHKへの入局を勧められたことで、今が笑下村塾という会社を考えてもいい時と思って決断し、NHK入局に至ったという。たかまつ自身は取締役に退いて、会社経営は新代表取締役が運営することになったが、その新代表がメニエール病を発症し、療養のため退任。たかまつが笑下村塾代表に復帰することはNHKから許可されなかったため、NHKを辞める覚悟もあったが、その新代表や笑下村塾のスタッフたちから「NHKを辞めないで」という声が多く寄せられたことで「志半ばでNHKを辞めてはいけない」と思い直したという。その後笑下村塾の代表取締役社長は、たかまつの同じ大学の同級生だった相川美菜子が務めている。
一方でたかまつななのクイズアカデミーを主宰している。
2023年3月14日に開催されたソーシャルビジネスコンテスト「みんなの夢AWARD13全国大会」にて、「『社会は変えられる』と思う子どもたちを増やしたい」というタイトルの内容を提案してプレゼンテーションを行い、計356人のエントリーから選ばれた7人のファイナリストの中から優勝。

### 性加害問題
2024年2月9日、東京都内で記者会見をした。ジャニー喜多川の性加害など芸能界で人権侵害が相次いでいると指摘し、「芸能人を守る法律や制度を整え、古い体質が残る芸能界を変えたい」と訴えた。
たかまつは会見で、高校生の頃、アマチュアのお笑い芸人として活動中にライブハウスで「弁当を食べている時、誰かにしばらく尻を触られた」と性被害を告白した。

### 交流
野口健とは「野口健環境学校」に参加して以来交流があり、たかまつの芸能活動を応援しているという。また、ノーベル化学賞を受賞した化学者の白川英樹とはメル友でもあるという。

### 私生活
2025年8月17日、結婚を発表。「お互いの苗字を変えたくない」とのことから、事実婚の形をとる。結婚相手は、マッチングアプリで出会った同い年の元官僚の一般男性で、名前は「ヒデ」。

### 家族・親族
2歳年上の姉が居る。
先祖に坂上田村麻呂、内藤新宿を開拓した高松嘉六がいる。

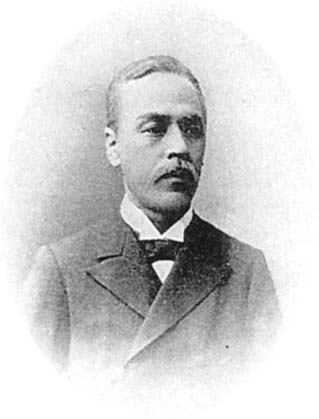
高祖父　高松豊吉

高祖父は、東京大学名誉教授で東京ガス第2代社長を務めた化学技術者・応用化学者の高松豊吉。

## エピソード
- 芸人になるまで明石家さんまのことを知らなかったという。また、雨上がり決死隊のことを最初に聞いたときに「お不良のグループかと思った」という[56]。
- 芸人になるまで、松本人志を200mハードル走の選手だと思っていた[57]。
- 『行列のできる法律相談所』で共演した磯野貴理子を、最初弁護士の人だと思っていた[57]。
- ある日ラジオ局ですれ違った舘ひろしを、スタッフの人だと勘違いしてマネージャーに怒られた[57]。
- 『オールナイトニッポン0』で共演している高松豪の尊敬する松任谷由実についても、あまり知らなかった[58]。
- たかまつにとって一番の有名人は池上彰で[57]、“ポスト・池上彰”になるという最終目標もあるという[59]。2020年2月開催の単独ライブ『検閲上等』の、2月14日開催の回で池上と共演を果たした。
- NHK紅白歌合戦についても「12月31日はお食事会やってるから観てない」とも言っている[60]。
- お嬢様というのはキャラではなく、「自宅の部屋数は10室しかなく、すごい小さい」と語っている[11]。
- 芸人になるまで、ラーメン専門店に入ったことが無く、芸人デビュー後に初めて日高屋に入ったという[27]。マネジャーに連れられて入った牛丼店でも、コップの水をフィンガーボウルと勘違いしてその水で指先を洗ったこともあったという[59]。
- 高校生時代、外食と言えばフランス料理のフルコースくらいしか知らず、ある日、自分で肉を焼ける焼肉店があると聞いて盛り上がり、学校帰りにその焼肉店に立ち寄った。しかし、校則で「放課後の寄り道禁止」ということがあったため、後日学校にばれて怒られた。その際に「ケーキ屋さんだったら可愛かったのに…」と言われたという。そして反省文を2000字書くことになったが、「焼肉屋さんに行ってしまってごめんなさい」くらいしか書くことが思い付かず、後は「発案者としてのリーダーシップの欠如」というテーマと内容で埋めたという[61][62]。
- 高校生時代は学校の生徒ら同性からかなりモテたとのことで、バレンタインデーにチョコレートを100個から200個もらったこともあり、誕生日には後輩から愛の告白のような手紙をもらったこともあった[63][16]。
- ネタに入る前にフェリスの学生証の拡大コピーを提示していたが、「学生証の使用用途が違う」とフェリス側から“おクレーム”が入ったという[64]。
- お笑い芸人としてやっていくのを不安に思っている母親らのために、大学で教員免許取得のための勉強をしていたが、母校のフェリスから教育実習引き受けを断られた。この際に「お笑い芸人が教育実習をすることになると、生徒たちの授業を妨げるおそれがあり、学習権の侵害となる場合がある」と言われたという。結局、高校時代の恩師の紹介で沖縄県立久米島高等学校で実習を行った[64]。
- 2015年初頭頃に、YouTubeの企画でギャルに変身するという企画を行い、多くの反響の中エハラマサヒロやキンタロー。らからもコメントが寄せられた（キンタロー。からは「ビジネスブスだったんだな」とも言われた）[65]。
- ゴールデンボンバーの歌広場淳とはクイズ仲間である。
- 『快傑えみちゃんねる』に出演した際、司会の上沼恵美子に対して「朝ごはんが納豆なんて、戦後ですか」と発言した[66]。
- 『マルコポロリ』にゲスト出演した際、平沼ファナに対して「成金ですよね」などの発言を連発した[67]。

### 趣味・嗜好
- 好きな音楽家はゲオルク・フリードリヒ・ヘンデル[58]で、ネタの登場曲にも使用している。レギュラー出演している『オールナイトニッポン0』では『ヘンデルのコーナー』としてコーナー化されている。
- また、好きな音楽家として『ビートルズのエルトン・ジョン』を挙げている。
- 影響を受けた著書として、司馬遼太郎の『二十一世紀に生きる君たちへ』（迷った時に読み返すようにしていると言う）、太宰治の『トカトントン』を挙げている。座右の銘は「自信は努力から」[20]。
- 脱毛という概念が無いようで、これまで無駄毛などの毛を剃ったことが無い[68]。

### 実家について
- 高松家の決まりで、「治安が悪い」と言う理由でコンビニエンスストアに行くのを禁止されていた（芸人になってからは行っている）[69]。
- 両親は正月から会話が政治経済や国際情勢の話になるため、一応子供の頃から政治経済に興味があったというたかまつも気が気でなく、意見を求められた時に備えて年末には1年のおさらいの勉強をしていたという[69]。
- ワタナベコメディスクールに入学した時、この時は親に内緒でオーディションを受けたが、合格通知書が自宅に来たことで発覚し、更に父親が「入学金免除なのになぜ授業料を払うのか、詐欺だ」などと怒り、後日ワタナベコメディスクールには謝りに行ったという[60]。
- 両親や姉はお笑いの活動を反対しているということで、大学卒業までに結果が出なければ芸人を辞める約束をしていると言い[25]、また「『ワラチャン』に出ていることは親に言っていなかった」という[70]。ネタのフリップを親に見つかって破られたこともあるという[71]。
- テレビはNHKニュースしか観ない家庭だった。（因みにおかあさんといっしょは観ていたという[72]。）NHK以外の局の番組も同様にテレビで視られることを知らず、学友がNHK以外の民放局の番組の話をするのを聞いた時は「自分用のチャンネル権を買っている」と思ったほどだったという[57]。そのためもあって、最近になって共演する芸能人についてはほとんど知らなかった[11]。
- 「親に勘当されている」と自身のTwitterで明かしている[73]。

## 芸風
フェリス女学院出身であることを活かし、フリップをめくりながら演じる『お嬢様言葉』のネタシリーズが代表例。各界の名言や流行語、アニメの名セリフ、有名なギャグなどをお嬢様言葉に変換するなど、いくつかのお嬢様言葉シリーズのネタを披露している。これらのネタは、フェリス時代にお世話になった教師やその学校の環境に影響されていたことから出来た。またこれの応用形で、フリップを使わず、お嬢様のドレスと庶民の服装を半々にした衣装で、庶民（世間の人）の場合とお嬢様の場合の言葉遣いの違いのネタも披露している。この他には、桃太郎などの有名な物語・寓話に法律上の視点を絡めた「昔話の上での疑問点」のネタ、社会風刺ネタ、一発ギャグなどがある。また、これまでには一人コントも演じていたことがある。
なお、芸人活動を始めるにあたって、フェリスの生徒指導主任から「絶対に友達や他人を傷付けず、清く正しく品格あるお漫談をやりなさい」と言われ、今でもこれを心掛けているという。

## 出演

### テレビ
- ドキュメント20min.（NHK総合）- 2011年9月26日
- R-1ぐらんぷり2013 今年の星（関西テレビ）- 2013年1月26日
- FNS27時間テレビ 女子力全開2013 乙女の笑顔が明日をつくる!!（フジテレビ）- 2013年8月4日「女芸人100人アンケート」コーナー出演
- 千鳥・友近のR-1ぐらんぷり応援宣言～小料理屋おひとり様～（関西テレビ）- 2013年10月14日
- 日本一テレビ・ワラチャン! U-20お笑い日本一決定戦（日本テレビ）
- PON!（日本テレビ）- 2013年9月13日「どんよりどんびき 天カメ一武道会」コーナー、2014年3月21日「PON-1グランプリ」、2014年4月10日「毎日が緊急企画!ちょっとおトーク」
- 世界まる見え!テレビ特捜部（日本テレビ）- 2013年12月2日
- エンタの神様～大爆笑最強ネタ大大連発SP（日本テレビ）- 2013年12月7日
- ありがとッ!（テレビ神奈川）- 2013年12月9日
- 今、この顔がスゴい!（TBS）- 2014年1月23日
- はなまるマーケット（TBS）- 2014年1月24日
- 山においでよ!（BSフジ）- 2014年1月24日、1月31日
- ダウンタウンのガキの使いやあらへんで!!（日本テレビ）- 2014年1月26日『山-1グランプリ』出演
- クイズプレゼンバラエティー Qさま!!（テレビ朝日）- 2014年1月27日
- 浅草!お笑い名人寄席（テレビ東京）- 2014年3月5日
- 行列のできる法律相談所（日本テレビ）- 2014年3月9日、2014年4月27日
- 白黒アンジャッシュ（千葉テレビ放送）- 2014年3月11日
- ナカイの窓（日本テレビ）- 2014年3月12日・3月19日
- 雨上がり決死隊のトーク番組アメトーーク!（テレビ朝日）- 2014年4月17日「女子高芸人」
- ライオンのごきげんよう（フジテレビ）- 2014年4月17日・4月18日・4月21日
- 朝生ワイド す・またん!（読売テレビ）- 2014年5月1日
- 有吉ジャポン（TBS）- 2014年5月2日
- 笑点 特大号（BS日テレ）- 2014年5月7日
- あさイチ（NHK総合）- 2014年5月9日
- 突撃!アッとホーム（NHK総合）- 2014年5月10日、2014年11月15日、2015年2月7日
- 日本語探Qバラエティ クイズ!それマジ!?ニッポン（フジテレビ）- 2014年5月25日
- NexT（日本テレビ）- 2014年5月28日、6月4日
- クイズ30〜団結せよ!〜（フジテレビ）- 2014年6月29日
- マサカメTV（NHK総合）- 2015年3月14日
- 解決!ナイナイアンサー（日本テレビ）- 2015年4月28日
- サンバリュ『ウチのガヤがすみません!』（日本テレビ）- 2015年6月7日
- 今夜くらべてみました（日本テレビ）- 2015年7月21日
- カクガリ君!〜確率をガリ勉して幸せになろう〜（TBS）- 2015年7月20日深夜
- くりぃむクイズ ミラクル9（テレビ朝日）- 2015年8月26日
- 前略、西東さん（中京テレビ放送）- 2015年8月29日
- Dead Line Jam 2015 ～欧州サッカー移籍市場 LIVE速報～（J SPORTS）- 2015年9月1日
- 秋田びじん秋田びなん（秋田テレビ）- 2015年9月
- お笑いワイドショー マルコポロリ!（関西テレビ）- 2015年11月29日
- クイズプレゼンバラエティー Qさま!!（テレビ朝日）- 2015年12月28日、2016年2月29日、2016年9月12日
- 好きか嫌いか言う時間（TBS）- 2016年3月22日以降8回出演
- 直撃!コロシアム!! ズバッと!TV（TBS）- 2016年4月11日
- まとめないで!!（テレビ朝日）- 2016年5月28日
- テストの花道 ニューベンゼミ（NHK Eテレ）- 2016年5月30日
- 珍種目No.1は誰だ!? ピラミッド・ダービー（TBS）- 2016年6月12日、2016年9月25日、2016年11月20日、2016年12月25日
- モーニングCROSS（TOKYO MX）- 2017年6月12日、コメンテーターとして初出演　以後不定期出演
- 家、ついて行ってイイですか?（テレビ東京）- 2017年12月13日（取材日は2016年3月13日）
- NHKスペシャル「平成タイムトラベラー」 - 2018年1月1日[76]
- 朝まで生テレビ!（テレビ朝日）- 2020年1月1日（2019年12月31日深夜）

### ラジオ
- ファンケル ヨコハマなでしこ（FM横浜）- 2013年12月16日
- ピピッとサンデー Waku Waku Mix（文化放送）- 2014年1月12日
- wktkラヂオ学園（NHKラジオ第1放送）- 2014年1月18日
- 春風亭昇太と乾貴美子のラジオビバリー昼ズ（ニッポン放送） - 2014年4月9日
- 高松豪とたかまつななのオールナイトニッポン0(ZERO)（ニッポン放送）- 2014年7月7日からレギュラー
- たかまつななのニュースバラエティ 考えるお嬢様（楽天FM（インターネットラジオ）、2015年10月から 毎日21:00）

### ライブ

#### 単独ライブ
- あの、たかまつななが所属できませんでした!（2013年2月10日（試演会）YOKOHAMA Three S、2013年3月25日（本公演）中野ZERO視聴覚ホール）[77]
- たかまつななの妄想R-1ぐらんぷり（2013年12月18日 なかの芸能小劇場）
- 「たかまつななチャンネル」ネタ撮影会（2014年11月29日 なかの芸能小劇場）
- お嬢様の顔も三度まで～お前はネタの才能がないと言った小林マネージャーへ（2015年3月6日　新宿文化センター小ホール）
シンポジウムゲスト：ゴウヒデキ（放送作家）、白井宏美（慶應義塾大学准教授）[78]
- 花より団子より世間体（2015年8月8日 ハイジアV-1）
シンポジウムゲスト：下村健一（慶應義塾大学特別招聘教授）、かもめんたる[79]
  - 花より団子より世間体 再演（2015年9月7日　YOKOHAMA Three S）

シンポジウムゲスト：森田哲矢（さらば青春の光）、児島気奈（K-PRO代表）[80]
- 井の中のペルシャ猫（2015年10月8日 なかの芸能小劇場）
シンポジウムゲスト：佐藤詳悟（QREATOR AGENT INC.代表）、Tehu[81]
- たかまつななのお漫談会（2016年1月11日　なかの芸能小劇場）
シンポジウムゲスト：平子祐希（アルコ&ピース）、宗岡芳樹（ニッポン放送ディレクター）[82]
- たかまつななネタ撮影会二〇一六（2016年5月1日　なかの芸能小劇場）
- 異端児だって良いじゃないか！（2017年3月17日 - 3月19日　関交協ハーモニックホール）
ゲスト：堀潤（3月17日）、堀江貴文（3月18日昼公演）、制服向上委員会（3月18日夜公演）、キングコング西野亮廣（3月19日）[83][84]
- 御機嫌よう さようなら。 -NHK入局前、最後に暴れます- （2018年3月9日・3月10日　西新宿・角筈ホール）
ゲスト：佐久間宣行（テレビ東京プロデューサー、3月9日）、村本大輔（ウーマンラッシュアワー、3月10日）[85]
- お笑いジャーナリスト宣言（2019年2月8日・2月9日・2月10日　新宿角座）
ゲスト：塙宣之（ナイツ、2月8日）、野口健（2月9日15時開演回）、田原総一朗（2月9日18時開演回）、宇野常寛（2月10日14時開演回）、中田敦彦（オリエンタルラジオ、2月10日17時30分開演回）[86]
- 検閲上等（2020年2月14日・2月15日・2月16日　新宿角座）
ゲスト：池上彰（2月14日）、立川志の輔（2月15日 11時30分開演回）、田村淳（ロンドンブーツ1号2号、2月15日 19時開演回）、ふかわりょう（2月16日 13時開演回）、せやろがいおじさん（2月16日 16時開演回）[87]

「たかまつななの笑って学べるニュース」
- 第1回（2015年10月16日 下北沢ろくでもない夜） - ゲスト（生徒）：佐藤満春（どきどきキャンプ）、なちゅ、AKI[88]

#### ユニットライブ
- たかぶるりょうこ（たかまつ主催、紺野ぶるま、中村涼子との3人ユニットライブ。第1回は2016年2月11日[89]）

## 著書
- 政治の絵本 - 現役東大生のお笑い芸人が偏差値44の高校の投票率を84％にした授業 （弘文堂、2017年3月刊 ISBN 978-4-335-46035-7 ）

## 掲載
- 朝日新聞 2013年6月8日・2面「ひと」
- FRIDAY（講談社）2013年8月16日号
- 神奈川新聞 2013年11月4日・11面「かながわ学びルネサンス」
- 日刊ゲンダイ 2014年4月19日（18日発行）・9面
- スポーツニッポン 2014年4月27日芸能面「カレイドスコープ」
- 東京新聞『笑う門には福来る』（月1回連載）
- 毎日新聞 2015年8月15日『千の証言受け継ぐ』